# 安北大都護府

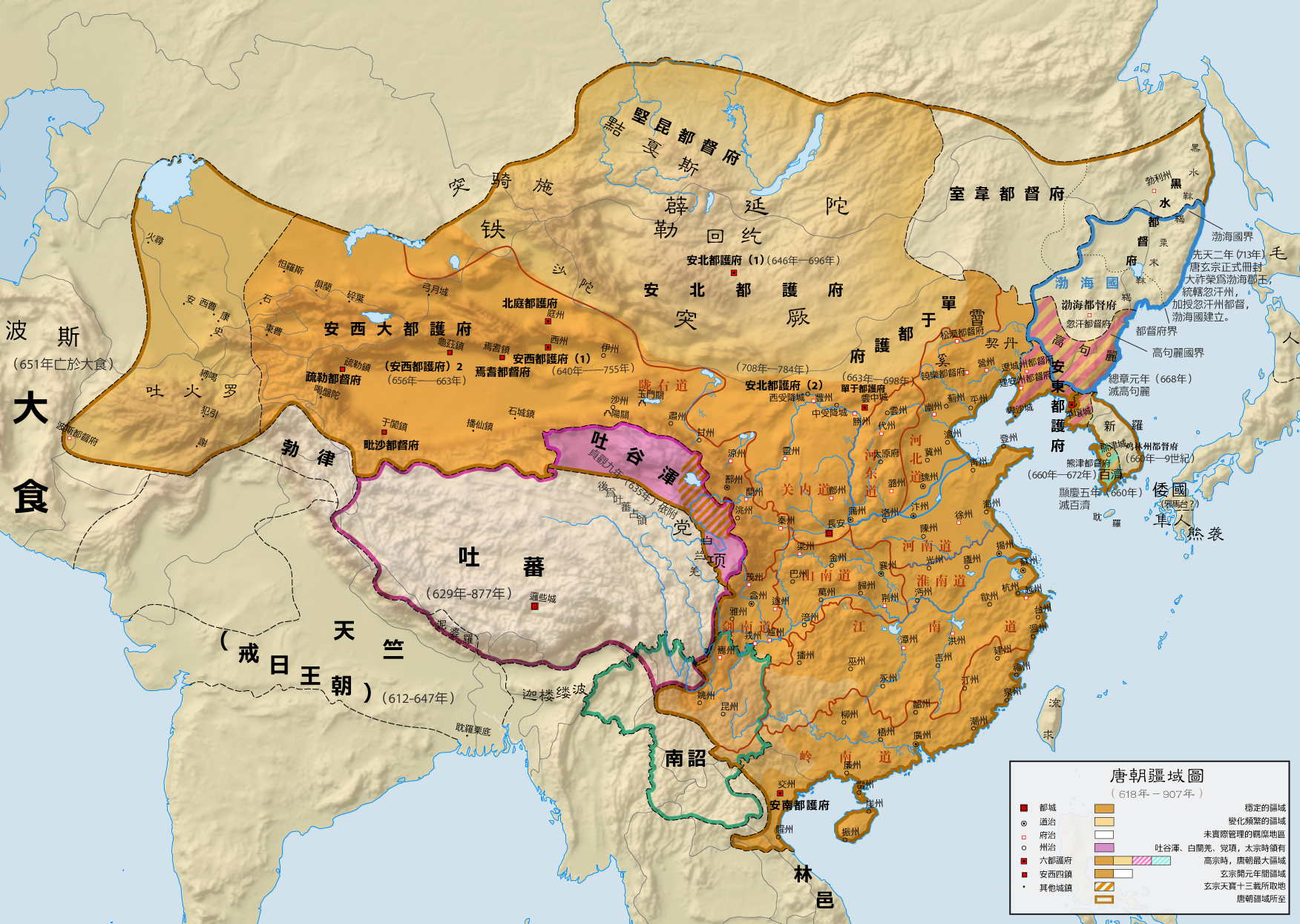
唐時代の勢力図

安北大都護府（あんぽくだいとごふ、拼音：Ānběidàdōuhùfǔ）は、中国の唐代に外モンゴルに置かれた軍事行政機関。

## 沿革
貞観21年（647年）、燕然都護府を鬱督軍山に設置。鉄勒諸部が唐に帰順したため、その地を分けて13の州府を置いた。
龍朔3年（663年）2月、燕然都護府から瀚海都護府に改称。
総章2年（669年）8月、瀚海都護府から安北都護府に改称。鉄勒の回紇（ウイグル）部を領す。
開元2年（714年）、府治を鬱督軍山から受降城に遷す。
開元10年（722年）、府治を豊州・勝州の境界に遷す。
開元12年（724年）、府治を天徳軍に遷す。
天宝4載（745年）10月、安北都護府に陰山県を置く。

## 土貢
野馬胯革

## 戸数
2006

## 人口
7498人

## 領県
- 陰山県…天宝元年（742年）に設置。
- 通済県

## おもな安北大都護

### 大都護
- 李旦
- 王晙（景龍末）

### 副大都護
- 李林甫（751年 - 752年）

## 参考資料
- 『旧唐書』本紀第四、本紀第五、志第十八地理一
- 『新唐書』本紀第五、志第二十七地理一、列伝第三十六